# Boldizsár Zeyk Imre
Boldizsár Zeyk Imre (Tordaszentlászló, 1930. december 14. – 2023. április 9.) erdélyi magyar tanár, iskolaigazgató, helytörténész. 

## Életpályája
1958-ban elvégezte a Bolyai Tudományegyetem földrajz-természetrajz szakát, majd 1964-ben a 
Babeș–Bolyai Tudományegyetem magyar nyelv és irodalom szakát. 1953-1954-ben Buzán tanított, és igazgató is volt. Azután 1961-ig Kolozson volt igazgató-tanár, később aligazgató. 1961-től 1991-es nyugdíjazásáig Tordaszentlászlón volt tanár és igazgató. Közben a helyi Művelődési Ház igazgatója is volt. 1978-ban I. fokozatú tanári képesítést szerzett. Iskolai és falusi könyvtárakat hozott létre. Nyugdíjason óraadótanárként működött. 

## Munkássága
Kutatási területei: hely- és népismeret, oktatás- és iskolatörténet, művelődéstörténet, néprajz, népköltészet.  Szakcikkeit, tanulmányait 1966-tól közölte a Művelődés, A Hét, a Korunk, a Falvak Dolgozó Népe, az Utunk, az Új Élet, a Kalotaszeg (új sorozat), a Tanügyi Újság, a Szabadság, a Krónika. A Tordaszentlászlói Füzetek című sorozatban szülőfalujának történelmét, hagyományait írta le. A Tordaszentlászlói Kalotaszegi Tájmúzeum megálmodója és létrehozója.

### Könyvei
- Szent László – Mondák és emlékek Tordaszentlászlón és környékén, 30 old. Kolozsvár, 1999 k.
- Boldizsár Zeyk Imre, Mátyás Katalin: A 125 éves tordaszentlászlói kórusmozgalom antológiája, Tordaszentlászlói Kalotaszegi Tájmúzeum, 2016.
- Tragikus emlékképek Szentlászlói-medencéből és környékéről, hatvan esztendő távlatából (1944–2004), Kolozsvár, 2006
- Névnapok és jeles napok Tordaszentlászlón, 60 old., Risoprint Kiadó, Kolozsvár, 2003
- Tordaszentlászló és vidéke térben és időben
- Kalotaszeg végvárai, 2006
- Szent László. Mondák és emlékek Tordaszentlászlón és környékén; 4. bőv. kiad.; szerzői, Tordaszentlászló, 2007 (Tordaszentlászlói füzetek)
- Népköltészet – balladák. A kalotaszegi magyar népballadák tordaszentlászlói változatai az általános iskolák számára; szerzői, Tordaszentlászló, 2010 (Tordaszentlászlói füzetek)

## Elismerései
- Éltanár, 1970
- Kulturális emlékérem, 1970
- EME-pályázat III. díja, 1993
- EME-pályázat II. díja, 1995
- Partiumi és Bánsági Műemlékvédő és Emlékhely Társaság I. díja, 1995
- Kiváló oktatói-nevelői díj, 1997
- Magyar Nemzeti Múzeum és Honismereti Szövetség különdíja, 2000
- Tordaszentlászló díszpolgára, 2005
- Honismereti Szövetség emlékplakettje, 2009
- EMKE-életműdíj, 2019[2]